# 緊急警示系統

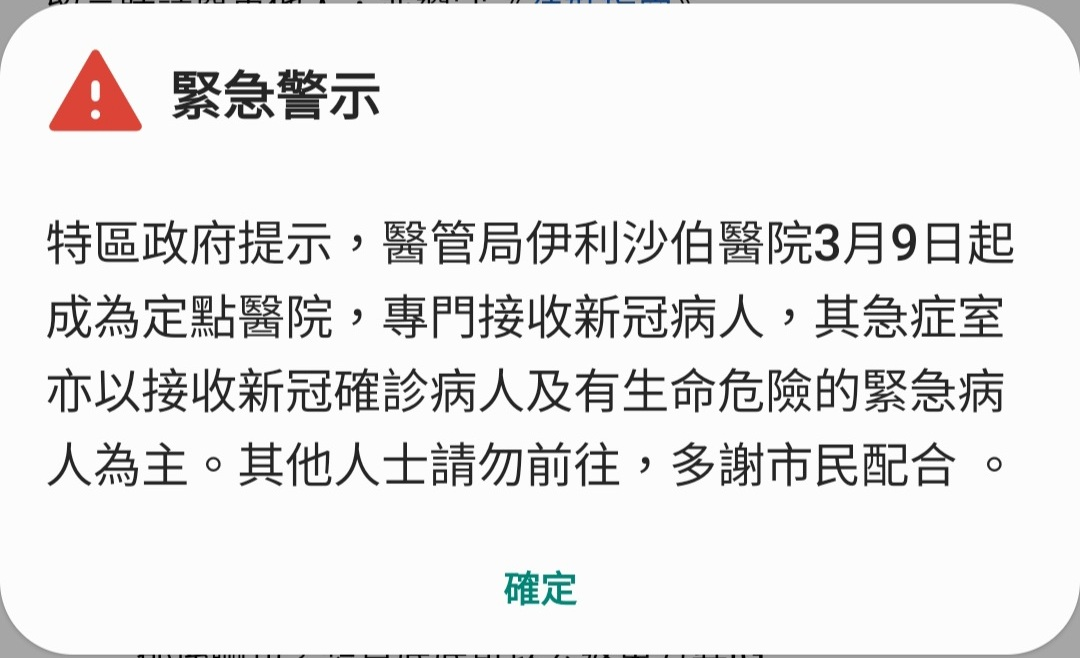
2022年3月9日，香港政府首次使用緊急警示系統，截圖顯示彈出相關訊息

緊急警示系統（英語：Emergency Alert System，簡稱EAS）是香港特別行政區政府的一個用於緊急警示的區域廣播系統。由通訊事務管理局所管理，於2020年耗資1億5000萬港元設立的警示系統。香港政府部門計劃在危及廣泛人命財產安全的緊急情況下，透過該系統向流動電話用戶發送即時重要信息。當政府發放警報時，開啟了緊急警報系統的智能電話會響起，通知市民重要或緊急訊息。緊急警示系統採用區域廣播技術向接駁至流動網絡的手機發送即時電子信息，而非傳統的短訊。該系統在2022年3月9日下午5時55分第一次被使用，亦是到目前的唯一一次。

## 設立過程
在過去，香港政府利用短訊，在緊急情況下向香港市民發布訊息。香港商務及經濟發展局在2020年2月21日，向立法會財務委員會申請從「防疫抗疫基金」中撥款1.5億元，建立警示系統。認為設立警示系統，能夠以加快訊息傳送需時，亦能傳送訊息所有於香港範圍內的流動電話用戶。在2020年4月17日，立法會財務委員會通過了相關的撥款申請。在2020年11月26日，警示系統正式被推出。

## 廣播
「在極端天氣、嚴重的公共安全和衞生事故等緊急情況下」，香港政府會利用緊急警示系統發放告及訊息，信息按事件嚴重性在政府內部會分為「緊急警示」和「極度緊急警示」兩級。香港政府會以區域廣播服務技術，向區域內的流動服務用戶發出訊息。在發出訊息後，手機會發出時長約十秒的警告音和振動，同時彈出屏幕訊息。在發出時，緊急警示系統會暫時暫停手機內的其他活動，且發出的警報音效不能被用戶自行更改。
但緊急警示系統的廣播並不能確保所有手機都能收到訊息。接收廣播的流動裝置需要在「可支援接收緊急警示系統訊息的流動裝置名單」上，同時於較新的操作軟件版本，運接到流動網絡時，才能成功地接收緊急警示。「緊急警示」級別的警示可以被選擇不接收，而「極度緊急警示」級別的警示不能被關閉。

## 第一次廣播及反應
在2022年3月9日下午5時55分，香港政府首次使用緊急警示系統，使用「緊急警示」分級發佈了以下講述醫院接收病人訊息：
特區政府提示，醫管局伊利沙伯醫院3月9日起成為定點醫院，專門接收新冠病人，其急症室亦以接收新冠確診病人及有生命危險的緊急病人為主。其他人士請勿前往，多謝市民配合。

在訊息發出，被反映為令人驚嚇和焦慮，及可能會和空襲或地震之類的民防警報所混淆。同時利用緊急警示系統發出該條消息的必要性，亦遭到立法會議員霍啟剛和媒體所質疑。亦有公眾因不想被緊急警示系統所驚嚇，而設定為不接收緊急廣播。香港資訊科技商會榮譽會長方保僑認為，應該在啟用警示系統前，對市民作出預警。
在3月10日，特首林鄭月娥回應指出，認為第一次使用系統難免焦慮。不過，同時提出伊利沙伯醫院屬於高人流的醫院，它改為定點醫院屬於緊急情況。亦稱看到有市民表示「都幾好」。林鄭月娥亦認為緊急廣播屬於管理手段，會日後再使用，建議市民不要關閉接收功能。食物及衞生局長陳肇始則指出，相關資訊需要盡快傳達，因此會應用緊急警示系統。亦表示，會要求改變警報聲到不令人驚嚇的程度。

## 應用情況
系統自2020年推出之後，只有在2022年3月時用過一次。但香港真正遇上緊急情況時，這套緊急警示系統卻消失得無影無蹤，多次被公眾質疑系統是否可以真的發揮到預警作用。2023年9月珠江三角洲地區暴雨期間，香港多處出現嚴重水浸，政府於凌晨5時34分宣佈「極端情況」，有傳媒質疑政府為何沒有使用緊急警示系統向市民發出警報，以及啟用該系統的標準是甚麼。

## 歷史
- 2020年2月21日 ：商務及經濟發展局就系統設立向申請財委會撥款。
- 2020年4月17日 ：商務及經濟發展局向財委會的申請獲得通過。
- 2020年11月26日：政府正式推出此系統。[2]
- 2022年3月9日：
  - 在早上七時半，香港01發布社會新聞，提倡使用緊急廣播系統發放官方消息，並引述香港資訊科技商會榮譽會長方保僑的發言。[28]
  - 在傍晚近六時，香港政府首次使用緊急廣播系統發布消息。[1]